# Manuel Kuttin
Manuel Kuttin (Spittal an der Drau, 17 dicembre 1993) è un calciatore austriaco, portiere del Grasshoppers.

## Carriera
Cresciuto nelle giovanili dell'Admira Wacker M., ha esordito in prima squadra il 26 ottobre 2013 in occasione del match vinto 2-0 contro lo Sturm Graz.

## Statistiche

### Presenze e reti nei club
Statistiche aggiornate al 6 gennaio 2017.
| Stagione        | Squadra             | Campionato      | Campionato | Campionato | Coppe nazionali | Coppe nazionali | Coppe nazionali | Coppe continentali | Coppe continentali | Coppe continentali | Altre coppe | Altre coppe | Altre coppe | Totale | Totale | Totale |
| Stagione        | Squadra             | Comp            | Pres       | Reti       | Comp            | Pres            | Reti            | Comp               | Pres               | Reti               | Comp        | Pres        | Reti        | Pres   | Reti   |        |
| --------------- | ------------------- | --------------- | ---------- | ---------- | --------------- | --------------- | --------------- | ------------------ | ------------------ | ------------------ | ----------- | ----------- | ----------- | ------ | ------ | ------ |
| 2010-2011       | Admira Wacker M. II | RL              | 6          | -10        |                 | -               | -               |                    | -                  | -                  |             | -           | -           | 6      | -10    |        |
| 2011-2012       | Admira Wacker M. II | RL              | 15         | -33        | CA              | 1               | -3              |                    | -                  | -                  |             | -           | -           | 16     | -36    |        |
| 2012-2013       | Admira Wacker M. II | RL              | 8          | -9         |                 | -               | -               |                    | -                  | -                  |             | -           | -           | 8      | -9     |        |
| 2013-2014       | Admira Wacker M. II | RL              | 6          | -11        |                 | -               | -               |                    | -                  | -                  |             | -           | -           | 6      | -11    |        |
| 2014-2015       | Admira Wacker M. II | RL              | 6          | -18        |                 | -               | -               |                    | -                  | -                  |             | -           | -           | 6      | -18    |        |
| 2015-2016       | Admira Wacker M. II | RL              | 7          | -9         |                 | -               | -               |                    | -                  | -                  |             | -           | -           | 7      | -9     |        |
| 2016-2017       | Admira Wacker M. II | RL              | 4          | -3         |                 | -               | -               |                    | -                  | -                  |             | -           | -           | 4      | -3     |        |
| 2017-2018       | Admira Wacker M. II | RL              | 2          | -2         |                 | -               | -               |                    | -                  | -                  |             | -           | -           | 2      | -2     |        |
| 2013-2014       | Admira Wacker M.    | BL              | 22         | -31        | CA              | 2               | -2              |                    | -                  | -                  |             | -           | -           | 24     | -33    |        |
| 2014-2015       | Admira Wacker M.    | BL              | 8          | -14        | CA              | 1               | -2              |                    | -                  | -                  |             | -           | -           | 9      | -16    |        |
| 2015-2016       | Admira Wacker M.    | BL              | 1          | -1         | CA              | 3               | -3              |                    | -                  | -                  |             | -           | -           | 4      | -4     |        |
| 2016-2017       | Admira Wacker M.    | BL              | 8          | -20        | CA              | 2               | -2              | UEL                | 2                  | -4                 |             | -           | -           | 12     | -26    |        |
| 2017-2018       | Admira Wacker M.    | BL              | 2          | -2         | CA              | 2               | -4              |                    | -                  | -                  |             | -           | -           | 4      | -6     |        |
| Totale carriera | Totale carriera     | Totale carriera | 95         | -163       |                 | 11              | -16             |                    | 2                  | -4                 |             | -           | -           | 110    | -183   |        |